# Maerua mungaii
Maerua mungaii är en kaprisväxtart som beskrevs av H.J. Beentje. Maerua mungaii ingår i släktet Maerua och familjen kaprisväxter. Inga underarter finns listade i Catalogue of Life.